# نيلسون راسيل
نيلسون راسيل (7 يوليو 1897 بليسبورن في المملكة المتحدة - 20 أكتوبر 1971 في المملكة المتحدة) (بالإنجليزية: Nelson Russell)‏ هو ضابط ولاعب كريكت بريطاني.